# Fallaj Al Shanar
Fallaj Khuzam Al Shanar ou فلاج خزام الشنار, né le 10 octobre 1947, est un ancien arbitre saoudien de football,. 

## Carrière
Il a officié dans des compétitions majeures : 
- Coupe du monde de football des moins de 16 ans 1985 (1 match)
- Coupe du monde de football de 1986 (1 match)